# Exira (Iowa)
Exira – miasto w Stanach Zjednoczonych, w stanie Iowa, w hrabstwie Audubon. W 2000 roku liczyło 810 mieszkańców.